# Họ Cá sơn
Họ Cá sơn (danh pháp khoa học: Apogonidae) là một họ nhà cá phân bố ở các vùng biển thuộc Đại Tây Dương, Ấn Độ Dương và Thái Bình Dương.  Họ này chủ yếu là cá biển, nhưng một vài loài là cá nước lợ hay cá nước ngọt (chi Glossamia). Một số loài được nuôi trong bể cá cảnh và là cá nhỏ, đầy màu sắc và hiền lành. Họ này bao gồm khoảng 357 loài trong 40 chi.
Họ này nói chung là các loài cá nhỏ, với phần lớn các loài ngắn hơn 10 cm (3,9 in), và thường có màu sắc sặc sỡ. Chúng được phân biệt bằng các miệng lớn (so với kích thước cơ thể), và sự phân chia vây lưng thành 2 vây tách biệt. Phần lớn các loài sinh sống trong các vùng nước nhiệt đới hay cận nhiệt đới, nơi chúng sinh sống trong các rạn san hô và các đầm phá.
Chúng là cá hoạt động ban đêm, với thời gian ban ngày ẩn nấp trong các kẽ nứt tối tăm trong các ran san hô. Có một số loài ấp trứng trong miệng của cá bố.

## Phân loại
Họ này theo truyền thống xếp trong bộ Perciformes, tuy nhiên gần đây người ta đã xem xét lại phát sinh chủng loài của cá và đề xuất tách họ này sang bộ Kurtiformes Günther, 1861.

## Các chi
Phân loại thành 2 hoặc 3 phân họ. Chi tiết như sau:
- Phân họ Amioidinae
  - Amioides
  - Holapogon
- Phân họ Apogoninae
  - Apogon
  - Apogonichthyoides
  - Apogonichthys
  - Archamia
  - Astrapogon
  - Cercamia
  - Cheilodipterus
  - Fibramia[5]
  - Foa
  - Fowleria
  - Glossamia
  - Jaydia
  - Lachneratus
  - Lepidamia
  - Neamia
  - Nectamia
  - Ostorhinchus
  - Ozichthys[6]
  - Paroncheilus[5]
  - Phaeoptyx
  - Pristiapogon
  - Pristicon
  - Pterapogon
  - Quinca[5]
  - Rhabdamia
  - Siphamia
  - Sphaeramia
  - Taeniamia[4]
  - Verulux[5]
  - Vincentia
  - Yarica[5]
  - Zapogon
  - Zoramia
- Phân họ Pseudamiinae
  - Gymnapogon
  - Paxton (từng xếp riêng trong phân họ Paxtoninae).
  - Pseudamia
  - Pseudamiops

Ấn bản lần thứ 5 của Fishes of the World chỉ công nhận 2 phân họ của Apogonidae là Apogoninae (gộp cả Amioidinae) và Pseudaminae.